# Biesdorf-Süd
Biesdorf-Süd is een station van de metro van Berlijn, gelegen aan de rand van het oostelijke stadsdeel Biesdorf, nabij de Biesdorfer See en niet ver van het Tierpark Friedrichsfelde. Het metrostation werd geopend op 1 juli 1988 en is onderdeel van lijn U5. Tussen Biesdorf-Süd en het volgende station in westelijke richting, Tierpark, bevindt zich met een lengte van ruim 1850 meter het langste traject tussen twee Berlijnse metrostations.
Station Biesdorf-Süd ligt ongeveer op maaiveldniveau, langs het tracé van de voormalige VnK-spoorlijn (Verbindung nach Kaulsdorf). Het station heeft twee perrons en drie sporen, waarvan de buitenste bestemd zijn voor doorgaande treinen. Het middelste spoor werd gebruikt voor in Biesdorf-Süd eindigende versterkingsritten, maar deze diensten hebben sinds enige tijd Kaulsdorf-Nord als eindpunt. Aan de oostzijde van de perrons bevinden zich trappenhuizen, waar ten behoeve van mindervaliden ook een hellingbaan aanwezig is. De uitgangen leiden naar een voetgangerstunnel onder de sporen, die uitkomt aan de Beruner Straße. Zoals alle stations aan de in de jaren 1988-89 geopende verlenging van de U5 werd Biesdorf-Süd ontworpen door het Entwurfs- und Vermessungsbetrieb der Deutschen Reichsbahn ("Ontwerp- en Kadasterdienst van de DR") en kreeg het een zuiver functioneel uiterlijk.